# نشيد الحجر (فلم فلسطيني)
نشيد الحجر(1991) هو فيلم فلسطيني، من تأليف وإخراج ميشيل خليفي وبطولة مكرم خوري وبشرى قرمان. حصل الفيلم على جائزة أفضل فيلم عربي في مهرجان دبي السينمائي عام 2009.

## ملخص الفيلم
يعرض الفيلم مجموعة من النماذج الإنسانية المرتبطة بالقضية الفلسطينية: امرأة مثقفة هربت إلى الخارج، ثم تعود، وفلاحة آثرت البقاء في الأرض، ومناضل يخرج من المعتقل، ورجل عادى يقوم بتربية أبنائه ويدافع بهم عن الوطن، المرأة هاجرت إلى بريطانيا منذ أكثر من 18 سنة حين ألقى القبض على عشيقها، أما هو فيعمل في مساعدة الفلاحين، دخل السجن وألف رواية وفي النهاية يلتقيان بعد طول غربة.

## فكرة الفيلم
في فيلم نشيد الحجر يعود المخرج ميشيل خليفي، إلى سيرته الأولى، من حيث الاعتماد على منهج بناء فني مزدوج، بطراز دوكيودراما، حيث مازج فيه بين التسجيلية الوثائقية من جهة، والروائية الدرامية، من جهة أخرى، في خطّين متوازيين ومتفاعلين. يعود استخدام المخرج خليفي لهذه المنهج، محاولة منه على تقديم صورة الانتفاضة الفلسطينية، فيما هو تسجيلي وثائقي، والتأسيس لفلسفة مفهوم التضحية الذي يشكِّل جوهر الانتفاضة ومرتكزها، فيما هو روائي درامي. يقوم خليفي برصد روائي درامي لامرأة فلسطينية، أربعينية (تؤدي دورها بشرى قرمان) ويبحث في علاقتها بحبيبها، الذي كان قد دخل السجن لأسباب نضالية، وذلك بسبب انخراطه في صفوف الثورة الفلسطينية، وهي بطبيعة الحال كانت تهمة كافية للزجِّ بالفلسطيني خلف قضبان الاعتقال، بأحكام تصل إلى عدد من المؤبدات، وسنوات تُعدُّ بالمئات.